# Hermann Schuster (Politiker, 1874)
Hermann Schuster (mit vollem Taufnamen Karl Georg Rudolf Hermann Schuster; * 3. Februar 1874 in Uelzen; † 20. Juni 1965 in Hannover) war ein deutscher Theologe, Pädagoge und Politiker (DVP).

## Leben
Hermann Schuster wurde als Sohn des aus Celle stammenden Arztes und Geheimen Sanitätsrates Georg Rudolf Gottfried Hermann Schuster geboren. Sein jüngster Bruder war der spätere Admiral Karl Georg „Karlgeorg“ Wilhelm Otto Schuster. Nach dem Abitur am Gymnasium in Hameln nahm er ein Studium der evangelischen Theologie und Philosophie auf, das er mit beiden theologischen Staatsexamina abschloss.
Während seines Studiums wurde er Mitglied der Schwarzburgbund-Verbindungen Burschenschaft Germania Göttingen (1892) und Sedinia Greifswald (1896). Nach seinem Studium betätigte er sich als Hauslehrer in Buenos Aires. Er wurde zunächst Inspektor am theologischen Stift der Georg-August-Universität Göttingen und arbeitete dann als wissenschaftlicher Hilfslehrer in Höxter. Von 1904 bis 1910 war er als Oberlehrer für Religion am Lessing-Gymnasium in Frankfurt am Main und von 1910 bis 1924 als Studienrat (Lehrer für Geschichte, Erdkunde und Religion) an der Leibnizschule Hannover tätig. Im Anschluss arbeitete er als Lehrer am Ratsgymnasium Hannover.
Er gab eine Reihe von Religionsbüchern heraus. 1912 erfolgte die Verleihung des Titels Lic. theol. h. c. durch die Theologische Fakultät Marburg und bald darauf durch die Göttinger Theologische Fakultät die Verleihung des Ehrendoktortitels. 1924 erhielt er eine Honorarprofessur für Religionspädagogik (Prof. Lic. D.) an der Universität Göttingen. Neben seiner beruflichen Tätigkeit wirkte Schuster als Redakteur für die Theologische Literaturzeitung und als Herausgeber der Zeitschrift für Evangelischen Religionsunterricht.
Nach der Novemberrevolution trat Schuster in die DVP ein. 1921 wurde er als Abgeordneter in den Preußischen Landtag gewählt, dem er bis 1932 angehörte.